# Lee Sang-yong (calciatore)
Lee Sang-yong (이상용?; 25 gennaio 1961) è un ex calciatore sudcoreano, di ruolo attaccante.

## Carriera

### Nazionale
Nel 1979 ha partecipato ai Mondiali Under-20. Nel 1983 ha segnato 3 reti in 5 presenze nella nazionale sudcoreana.